# 渤生楼梯草
渤生楼梯草（学名：Elatostema beshengii）为荨麻科楼梯草属下的一个种。

## 扩展阅读
- 維基物種上的相關：渤生楼梯草